# Johnstown (Colorado)
Pour les articles homonymes, voir Johnstown.
Johnstown est une ville américaine située dans les comtés de Weld et de Larimer dans le Colorado.
L'essentiel de la ville se situe dans le comté de Weld, seuls 537 habitants et 40 % du territoire municipal se trouvant dans le comté de Larimer.
La ville est nommée Johnstown par son fondateur, Harvey J. Parish, en l'honneur de son fils John.

## Patromoine
- Anderson Barn, grange inscrite au Registre national des lieux historiques.

## Démographie
| 1910 | 1920 | 1930 | 1940 | 1950 | 1960 |
| ---- | ---- | ---- | ---- | ---- | ---- |
| 198  | 274  | 767  | 961  | 897  | 976  |

| 1970  | 1980  | 1990  | 2000  | 2010  | - |
| ----- | ----- | ----- | ----- | ----- | - |
| 1 191 | 1 535 | 1 579 | 3 827 | 9 887 | - |

Selon le recensement de 2010, Johnstown compte 9 887 habitants. La municipalité s'étend sur 13,61 milles carrés (35,25 km2), dont 13,52 milles carrés (35,02 km2) de terres.